# اتحاد النقابات الدولي
اتحاد النقابات الدولي (بالإنكليزية: International Trade Union Confederation، اختصاراً: ITUC) أكبر اتحاد نقابات في العالم. تشكل الاتحاد في 1 نوفمبر 2006 بعد اندماج بين الاتحاد الدولي لنقابات العمال الحرة والاتحاد العالمي للعمل [الإنجليزية]. جرى المؤتمر التأسيسي لاتحاد النقابات الدولي في فيينا، النمسا، وسبقه مؤتمران لإعلان حل الاتحاد الدولي لنقابات العمال الحرة والاتحاد العالمي للعمل.
في اليوم الأول للمؤتمر التأسيسي، وبعد الإعلان الرسمي عن تأسيس اتحاد النقابات الدولي، ألقى خوان سومافيا [الإنجليزية] المدير العام لمنظمة العمل الدولية كلمة أشاد فيها بهذا الاتحاد العالمي الجديد للنقابات.
يمثل الاتحاد 175 مليون عامل في 156 بلداً.

## بنية اتحاد النقابات الدولي
يتحدد برنامج الاتحاد وسياسته وفق النظام الداخلي للاتحاد من قبل مؤتمرات الاتحاد. يجري خلال المؤتمر انتخاب المجلس العام وأمينه العام، ثم ينتخب المجلس العام فوراً المكتب التنفيذي ورئيس الاتحاد. يضم المكتب التنفيذي رئيس الاتحاد وأمينه العام وحتى عشرين عضواً من المجلس العام على أن يشمل رئيس ونائب رئيس لجنة شؤون المرأة ورئيس لجنة شؤون الشباب.

### مؤتمرات الاتحاد
- التأسيسي: 1–3 نوفمبر 2006، فيينا، النمسا
- الأول: 21–25 يونيو 2010، فانكوفر، كندا

### رئيس الاتحاد
- شاران بارو [الإنجليزية] (2006–2010)
- ميخائيل زومر [الإنجليزية] (منذ 2010)

## الأمين العام
- غاي رايدر [الإنجليزية] (2006-2010)
- شارون بارو (منذ 2010)